# 瑪旁雍錯
瑪旁雍錯（藏語：མ་ཕམ་གཡུ་མཚོ་，威利转写：Ma-pham g.yu-mtsho，意為“不敗之碧湖”），玛那萨罗瓦（Mānasa Sarovara, मानस सरोवर，義爲“意念=末那湖泊”）等，是世界上平均海拔最高的淡水湖（4,556米），位于中国西藏普兰县境内，属国家级自然保护区，也是自治区级风景名胜区的组成部分，已列入《世界遗产预备名单》。

## 地理概况

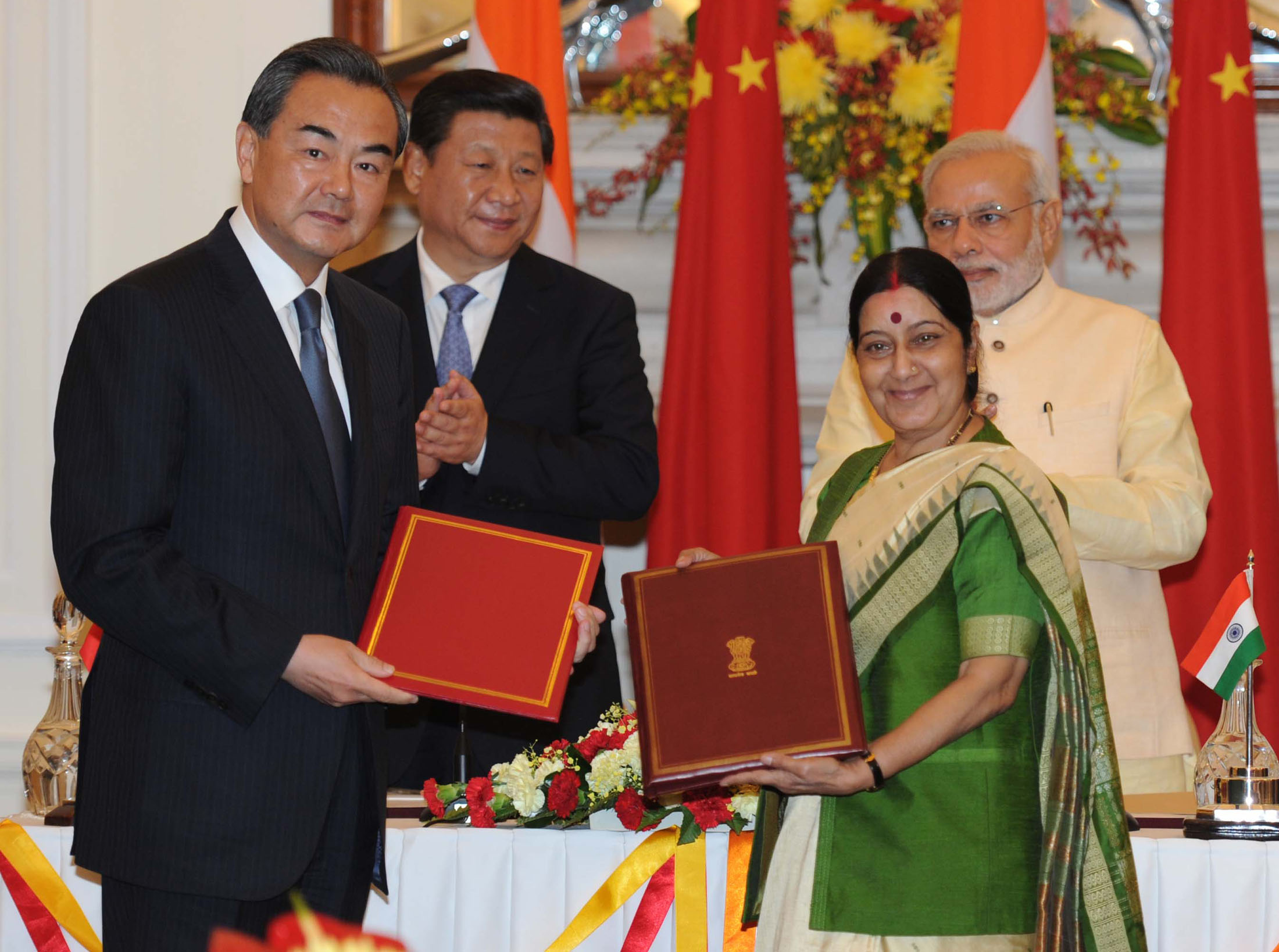
2014年9月18日，中國外長王毅與印度外長蘇什瑪·斯瓦拉杰簽署諒解備忘錄，中方開放一條新的進入西藏自治區的印度教徒朝聖之路。印度教徒經典朝聖路線「冈仁波齐峰-玛旁雍錯朝聖之路」以往只能經里普列克山口，2015年起開放乃堆拉山口。

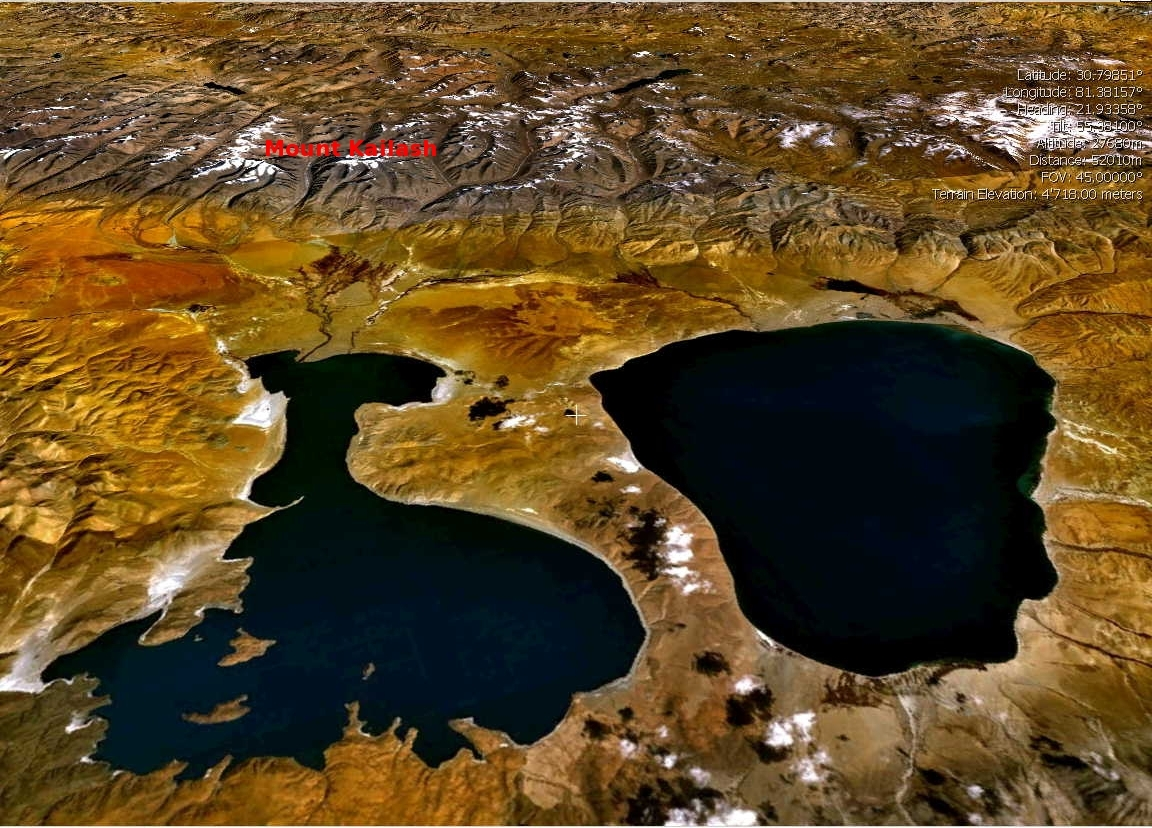
右面为玛旁雍錯，左面为拉昂错

玛旁雍錯紧邻拉昂错与冈仁波齐峰，附近有狮泉河、雅鲁藏布江和孔雀河的发源地，但这两个湖本身没有出口。
印度三大水系恒河系、布拉马普特拉河系、印度河系都在此附近有源。

## 人文概貌
玛旁雍錯是印度教的圣地，根据印度教传说，是从创造神梵天的心中造出的，古梵文称其为“玛那萨罗瓦”，是由“末那”（心意）和“萨罗瓦”（湖）两个词组成。每年都有许多印度教徒前往这个湖转湖朝圣。印度神话认为这个湖是天鹅的夏季栖息地。
玛旁雍錯與西藏当雄县的納木錯、浪卡子縣的羊卓雍錯合稱為三大聖湖。每當羊年來臨，按照西藏的傳統，人們都要順時針轉湖一圈，即所謂羊年大轉湖。瑪旁雍錯獲佛教稱「聖湖」，此處有可能是佛教經籍所提及的阿耨達池(Anavatapta hrada 無熱惱池)，亦即為阿耨達龍王住處。每到夏秋季佛教徒扶老攜幼來此「朝聖」，在「聖水」里「沐浴凈身」以「延年益壽」。